# 犬飼武蔵
犬飼 武蔵（いぬかい たけぞう）は、漫画『ドカベン』に登場する架空の人物。犬飼三兄弟の次兄で、兄は小次郎、弟は知三郎。アニメ版の声優は兼本新吾。

## 人物
- 高校時代は外野手（1年夏）→投手（2年春）→捕手（2年夏）→外野手（3年春）。プロでは一塁手。右投右打。
- 縦横に大きい体格で、バットの先に当てた球がホームランになる馬鹿力の持ち主。フェンスを捻じ曲げて観客席からグラウンド入りしたこともある。
- 土佐丸時代は主に3番を打ち、外野からの送球で里中の頭にボールをぶち当てるなど、兄の小次郎や犬神了らと共に殺人野球の中核を担った。
- 性格は他の兄弟とは違いかなり激情型で、感極まって泣く事も多い。高校3年の時、自分のチームを破って甲子園に出場した弟の知三郎が敗れたときも涙を流している。
- 鈍足が弱点であり、2003年シーズン開始前の土佐丸高校出身のプロ野球選手たちによる自主トレでは「センターゴロも有り得る」と言われた。

## 経歴

### 高校時代
- 1年夏の甲子園には、準決勝の明訓戦でスタンドから現れ、途中出場。初打席では里中から2ランを放った。
- 2年春の甲子園にはエースとして出場。決勝戦の明訓戦では初回に山田に本塁打を打たれるが、その後山田に対してはワンポイントリリーフの犬神にマウンドを譲る。延長12回裏、殿馬に逆転サヨナラ本塁打を打たれ、惜敗。
- 2年夏の甲子園では、捕手となって犬神とバッテリーを組んだ。1回戦の弁慶高校戦で、9回に完全な本塁打性の一打を放つが、ライト武蔵坊に神がかり的な捕球をされ、明訓戦を前に敗れた。
- 3年春の甲子園準々決勝の明訓戦では、8回まで無気力試合を続け、9回に突如殺人野球に切り替えるという戦法を取る。自らが捨て石となり、犬神がホームを狙う走塁で1点先取を狙うが、山田の頭脳的な送球でタッチアウトとなる。その裏、犬神が山田にサヨナラ本塁打を浴び、敗退した。
- 3年夏の県大会では、弟の知三郎をエースとする室戸学習塾に決勝で敗退した。

### プロ時代
- 1995年、阪神タイガースに入団。強打の一塁手として活躍。彼の在籍時の阪神は最下位が多かったが、最後のシーズンとなる2003年は、得点圏打率.500の活躍でリーグ優勝に貢献した。
- 2000年のオープン戦では、ウエイトトレーニングのし過ぎで力が有り余ってしまい、片手打ちに挑戦して、里中からセンターオーバーの二塁打を放った。
- 犬飼三兄弟の中で唯一のセ・リーグ所属だったため、兄弟対決が幾度となく描かれた小次郎と知三郎に比べると出番は少なかった。数少ない対決の最後となったのが2003年の日本シリーズで、当時ダイエーの兄・小次郎から特大の満塁ホームランを放った。
- 2004年、四国アイアンドッグスにFA移籍。不動の4番打者として出場している。
  - 2004年シーズン前は新人捕手達の不甲斐なさから捕手に転向しようかとチームメイトに申し出たが、知三郎や不知火などから守備力を不安視されたためこの話はあっさりお流れとなった。

## 背番号
- 03（1995年 - 2003年）
- 50（2004年 - ）